# Ralph Boston
Ralph Harold Boston, född den 9 maj 1939 i Laurel i Mississippi, död den 30 april 2023 i Peachtree City i Georgia, var en amerikansk friidrottare som främst tävlade i längdhopp.
Boston vann guld vid olympiska sommarspelen 1960 i Rom och tog medalj även i de två följande olympiska spelen. Han satte nya världsrekord i längdhopp flera gånger och var den första någonsin att hoppa 27 fot (8,23 meter).

## Uppväxt
Boston växte upp i Laurel som det yngsta av tio syskon och som barn brukade han hjälpa sin far på familjens lantbruk. Som ung ville han spela amerikansk fotboll, men fick inte det för sin mor. När han gick i high school var han duktig på friidrott och satte amerikanskt high school-rekord i den udda grenen 180 yards häck.

## Karriär
Boston studerade vid och tävlade för Tennessee Agricultural & Industrial State College. Hans första stora framgång kom när han blev amerikansk collegemästare i längdhopp 1960. Senare samma sommar kvalificerade han sig för OS i Rom i samma gren, och strax innan avfärd från USA gjorde han sensation genom att slå legendaren Jesse Owens 25 år gamla världsrekord på 8,13 meter med åtta centimeter. Detta gjorde honom plötsligt till favorit i OS, och han infriade förväntningarna genom att hoppa hem guldmedaljen. Det var dock ingen lätt seger för Boston, som satte nytt olympiskt rekord med 8,12 meter men ändå bara vann med en ynka centimeter före landsmannen Bo Roberson. Sovjetunionens Igor Ter-Ovanesian tog brons med 8,04 meter.
Framgångarna fortsatte för Boston 1961. Först blev han amerikansk inomhusmästare, och i maj förbättrade han sitt eget världsrekord till 8,24 meter. Det var första gången som någon hoppade 27 fot (8,23 meter). I juni vann han de amerikanska utomhusmästerskapen, och månaden efter slog han världsrekordet igen med ett hopp på 8,28 meter. Han blev av med världsrekordet året efter när Ter-Ovanesian hoppade 8,31 meter på hög höjd.
Boston blev amerikansk utomhusmästare även 1962 och 1963. Det senare året vann han guld vid panamerikanska spelen i São Paulo, där han även kom fyra i höjdhopp. Samma år hade han amerikanskt årsbästa i tresteg.

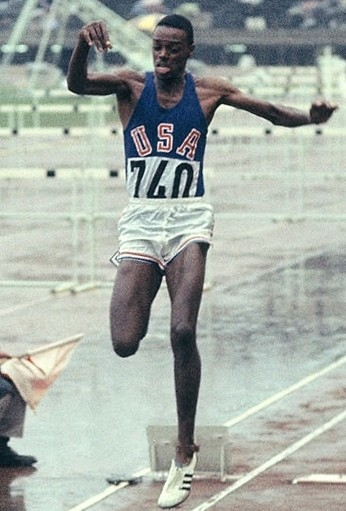
Boston under den regniga längdhoppstävlingen vid OS 1964 i Tokyo.

Även 1964 vann Boston de amerikanska utomhusmästerskapen. I augusti tangerade han Ter-Ovanesians världsrekord på 8,31 meter, och månaden efter satte han ett nytt med ett hopp på 8,34 meter vid de amerikanska OS-uttagningarna inför OS i Tokyo. I OS var Boston favorit, men regn och vind påverkade tävlingen. Boston ledde efter fyra omgångar på 7,88 meter, men i den femte passerades han av både britten Lynn Davies (8,07) och Ter-Ovanesian (7,99). Boston räddade silver i sjätte och sista omgången genom att hoppa 8,03 meter.
Boston blev 1965 amerikansk inomhusmästare på 60 yards häck. I maj samma år satte han sitt sista världsrekord i längdhopp, på 8,35 meter. Året efter blev han amerikansk utomhusmästare för sjätte året i rad.
1967 vann Boston guld vid panamerikanska spelen i Winnipeg, där han var regerande mästare. Senare under året tangerade Ter-Ovanesian hans världsrekord på hög höjd.
Boston kvalificerade sig för OS 1968 i Mexico City. Det var hans tredje raka OS, och vid detta fick han och Ter-Ovanesian förbluffade se hur amerikanen Bob Beamon fullkomligt krossade deras världsrekord i sitt första hopp. Beamons 8,90 meter var hela 55 centimeter längre och tävlingen var naturligtvis avgjord. Boston bärgade bronset med ett hopp på 8,16 meter medan silvret gick till östtysken Klaus Beer, tre centimeter före Boston.
Boston avslutade karriären efter OS 1968.

## Efter karriären
1974 blev Boston invald i det amerikanska friidrottsförbundets hall of fame, i dess första årskull. Elva år senare valdes han in i US Olympic Hall of Fame.
Boston arbetade med minoritetsfrågor för University of Tennessee i Knoxville 1968–1975. I Knoxville var han också delägare i en TV-station. Han bevakade friidrott på TV för både CBS och ESPN och var tränare för Chandra Cheeseborough.
Vid invigningen av olympiska sommarspelen 1996 i Atlanta fick Boston äran att vara en av de åtta före detta idrottsmän som bar in den olympiska flaggan i Centennial Olympic Stadium.
I slutet av 1990-talet flyttade Boston till Peachtree City, en förort till Atlanta, och var chef på ett städföretag i Stone Mountain.

## Död
Boston avled den 30 april 2023 i sitt hem i Peachtree City, vid en ålder av 83 år, efter en stroke. Bland dem som sörjde hans död fanns Carl Lewis.

## Privatliv
Boston gifte sig med Geneva Jackson Spencer 1962. Paret fick två söner, Todd och Stephen, innan de skildes 1971.

## Världsrekord
- 8,21 meter (12 augusti 1960 i Walnut)
- 8,24 meter (27 maj 1961 i Modesto)
- 8,28 meter (16 juli 1961 i Moskva)
- 8,31 meter (15 augusti 1964 i Kingston; tangerat)[a]
- 8,34 meter (12 september 1964 i Los Angeles)
- 8,35 meter (29 maj 1965 i Modesto)

1. ↑  Året innan, 1963, hade Phil Shinnick hoppat 8,33 meter, men på grund av bristande vindmätning godkändes det inte som världsrekord. Efter många års vädjanden från Shinnick och andra beslutade dock World Athletics 2021 att godkänna hoppet som världsrekord.[14]

## Personliga rekord
- Längdhopp – 8,35 meter (29 maj 1965 i Modesto)
- Höjdhopp – 2,04 meter (1962)
- Tresteg – 15,89 meter (1964)